# Swing Entertainment Media
Die Swing Entertainment Media AG (eigene Schreibweise: SWING! Entert@inment Media AG) war bis zu ihrer Insolvenz im Jahr 2003 ein international tätiger Produzent und Vermarkter von Konsolen- und PC-Spielen mit Sitz in Kaarst (bei Düsseldorf).

## Unternehmensgeschichte
Das Unternehmen wurde Ende 1998 als SWING! Entertainment Software GmbH gegründet und ging bereits knapp zwei Jahre später im Februar 2000 an die Börse des Neuen Marktes.
Noch zu GmbH-Zeiten wurde der Umsatz des Unternehmens fast ausschließlich aus der Zweit- und Drittvermarktung von PC-Spielen erzielt. Mit dem zugeflossenen Kapital aus dem Börsengang gab die AG zunehmend Neuentwicklungen und Portierungen für Konsolen (Dreamcast, PlayStation, PlayStation 2, Xbox, GameCube, Game Boy Color und Game Boy Advance) als auch für den PC in Auftrag. Missmanagement, hohe Forderungsausfälle im Zusammenhang mit dem Untergang von Hauptvertriebspartner Virgin Interactive, der Zusammenbruch des Game-Boy-Advance-Marktes, sowie Abstimmungsprobleme mit Ubisoft bei der Entwicklung des MMORPGs Shadowbane, die zu erheblichen Verzögerungen beim Start der europäischen Version führten, mündeten schließlich in der Insolvenz.

## Beteiligungen
- Conspiracy Entertainment Deutschland GmbH (50 %, ab 2002 100 %)
- Midas Interactive Deutschland GmbH (100 %)

Unter der Conspiracy Entertainment Deutschland wurden hauptsächlich Konsolenumsetzungen vorgenommen, während Midas Interactive Deutschland für die Lokalisierung der Spiele von der englischen Mutterfirma Midas Interactive Entertainment Ltd. zuständig war. Beide Firmen waren am Firmenhauptsitz ansässig.

## Entwickelte Spiele
- Schwarzenberg (PC, 2003 [unveröffentlicht] Entwickelt von Radon Labs (inzwischen von Bigpoint aufgekauft))
- Shadowbane (Online-PC, 2003 weiterverkauft an Ubisoft)
- Animaniacs - The Great Edgar Hunt (Xbox, PS2, GameCube [alle Versionen 2003 von Flashpoint weiter gepublisht])
- Animaniacs - Lights, Camera, Action (GBA [2003 von Flashpoint weiter gepublisht])
- Ballermann - Das Spiel (PC, unveröffentlicht)
- Spec Ops 2: Omega Squad (03/2003, Dreamcast)
- Bang! Gunship Elite (01/2003, Dreamcast)
- The Amazing Virtual Sea-Monkeys (10/2002, PSone, GBA [unveröffentlicht])
- James Pond: Codename RoboCod (08/2002, GBA)
- Pinky und der Brain: Der Masterplan (08/2002, GBA)
- Enclave (07/2002 Xbox, PC [2003 weiterverkauft an Atari])
- Evolution 2 - Far Off Promise (06/2002, Dreamcast)
- Pacific Warriors – Air Combat Action (06/2002, PC)
- Tiny Toon Adventures: Wacky Stackers (04/2002, GBA)
- Feivel der Mauswanderer - Der verborgene Schatz (02/2002, GBA)
- Monaco Grand Prix 2 Online (01/2002, Dreamcast)
- Familie Feuerstein - Dino to the Rescue (01/2002, GBA [unveröffentlicht])
- Familie Feuerstein - Bedrock steht kopf (01/2002, GBA)
- Creatures (11/2001 GBA, 12/2001 PSone, GameCube [unveröffentlicht])
- Hidden Invasion (11/2001 PS2, 12/2002 GameCube)
- Tiny Toon Adventures: Dizzy auf Bonbonjagd (11/2001, GBA)
- Freak Out (08/2001, PS2)
- Silkolene Honda Motocross Grand Prix (07/2001, PC)
- The Flintstones in Viva Rock Vegas (06/2001 PS2, 12/2002 Dreamcast)
- Tiny Toon Adventures: Buster Saves the Day (06/2001, GBC)
- In einem Land vor unserer Zeit (06/2001, GBC)
- Sky Surfer (06/2001, PS2)
- Silpheed – The Lost Chapter (05/2001, PS2)
- Tom Clancy’s Rainbow Six: Rogue Spear (05/2001, Dreamcast)
- Gungriffon Blaze (04/2001, PS2)
- Tiny Toon Adventures: Buster’s Bad Dream (04/2001, GBA)
- Fußball Quiz (03/2001, PC)
- Tom Clancy’s Rainbow Six (02/2001, Dreamcast)
- Record of Lodoss War (12/2000, Dreamcast)
- Tom & Jerry (12/2000, GBC)
- Pro Bodyboarding (11/2000, PC)
- Search And Rescue 2 (08/2000, PC)
- Ka’Roo (08/2000, PC)
- Super 1 Karting (06/2000, PC)
- Castrol Honda Superbike 2000 (06/2000, PC)
- B-Hunter (01/2000, PC)
- Riding Star (12/1999 PC, 10/2000 PSOne)
- Game Gallery: Millennium Edition (12/1999, Compilation, PC)
- "2in1 Pack"-Compilations (1999, PC)
- "All In One"-Compilations (1999, PC)
- Game Gallery (12/1998, Compilation, PC)
- "6 Pack"-Compilations (1998, PC)